# CCS64
A CCS64 egy shareware Commodore 64 emulátor, Per Håkan Sundell svéd programozó fejlesztette ki 1995-ben. A CCS64 pontos és nagyon népszerű Commodore 64 emulátor, amely Commodore 64 formátumú cartridge-eket, demókat, játékokat és zenét tud futtatni Windows rendszer alatt, és sok modern sajátossága van.
Az 1995-ben megjelent emulátor folyamatos fejlődésen és hibajavítási folyamatokon megy keresztül, így majdnem teljesen hibamentes. Az emulátor későbbi változatai teljesen működőképesek, még akkor is, ha azok nincsenek regisztrálva.

## Fordítás
Ez a szócikk részben vagy egészben  a   CCS64 című angol Wikipédia-szócikk fordításán alapul.  Az eredeti cikk szerkesztőit annak laptörténete sorolja fel. Ez a jelzés csupán a megfogalmazás eredetét és a szerzői jogokat jelzi, nem szolgál a cikkben szereplő információk forrásmegjelöléseként.